# Шърман Алекси
Шърман Алекси (на английски: Sherman Alexie) е американски писател. Известен е с разкази и романи, посветени на мястото на съвременния индианец в САЩ. Произходът на Алекси е от племената Спокейн и Кьор д'Aлен.

## Биография
Роден е в резервата на племето Спокейн в Уелпинит, Вашингтон. Като бебе претърпява корекция на хидроцефалия и лекарите предвиждат, че ще страда от умствена изостаналост. За изненада на всички Алекси показва отлични интелектуални възможности, въпреки че има припадъци. На три години вече чете, а на пет прехвърля романи за възрастни.
Интелектът му привлича подигравките на съучениците му в училището на резервата. Това кара Алекси да се премести в училище с предимно бели деца в съседното градче. Постиженията му там са големи. Освен отличен ученик, Алекси е и много добър атлет, звезда на баскетболния отбор.
Завършва щатския университет на Вашингтон с бакалавър по американски науки през 1990 г. В племето си е един от първите с висше образование.

## Кариера
През 1991 г. Алекси печели стипендия от Вашингтонската комисия за изкуствата, а на следващата година и от Националния фонд за изкуства. Скоро след това публикува първатите си две книги The Business of Fancydancing и I Would Steal Horses, колекции с разкази и поезия.
През 1993 г. публикува нови разкази, The Lone Ranger and Tonto Fistfight in Heaven и с тях печели престижната награда PEN/Hemingway за най-добра първа книга.
Първият му роман, Reservation Blues, излиза през 1995 г., а след тях и още два – Indian Killer (1996) и Flight (2007). Междувременно публикува още разкази, поезия и пиеси. Стилът му е характерен с политическа и социална прямота, силен гняв, ирония, автобиография, колоритен език и елегантно вмъкване на елементи от историята и поп културата. Въпреки че напуска резервата рано, Алекси продължава да бъде свързан с живота на съвременния индианец и да черпи от него творбите си.

### Поезия
- The Business of Fancydancing (1991)
- I Would Steal Horses (1992)
- Old Shirts and New Skins (1993)
- First Indian on the Moon (1993)
- Seven Mourning Songs For the Cedar Flute I Have Yet to Learn to Play (1993)
- Water Flowing Home (1995)
- The Summer of Black Widows (1996)
- The Man Who Loves Salmon (1998)
- One Stick Song (2000)
- Dangerous Astronomy (2005)

### Проза
- The Lone Ranger and Tonto Fistfight in Heaven (разкази 1993)
- Reservation Blues (роман 1995)
- Indian Killer (роман 1996)
- The Toughest Indian in the World (разкази 2000)
- Ten Little Indians (разкази 2003)
- Flight (роман 2007)